# Comuna Komen
Komen (Občina Komen) este o comună din Slovenia, cu o populație de 3.515 locuitori (2002).

## Localități
Brestovica pri Komnu, Brje pri Komnu, Coljava, Divči, Dolanci, Čehovini, Čipnje, Gabrovica pri Komnu, Gorjansko, Hruševica, Ivanji Grad, Klanec pri Komnu, Kobdilj, Kobjeglava, Koboli, Kodreti, Komen, Lisjaki, Lukovec, Mali Dol, Nadrožica, Preserje pri Komnu, Rubije, Sveto, Šibelji, Škofi, Škrbina, Štanjel,  Tomačevica, Trebižani, Tupelče, Vale, Večkoti, Volčji Grad, Zagrajec